# Araneus reversus
Araneus reversus är en spindelart som beskrevs av Henry Roughton Hogg 1914. Araneus reversus ingår i släktet Araneus och familjen hjulspindlar.
Artens utbredningsområde är Western Australia. Inga underarter finns listade i Catalogue of Life.